# فيد بيليتش
فيد بيليتش (بالسلوفينية: Vid Belec) (مواليد 6 يونيو 1990 في ماريبور - سلوفينيا) لاعب كرة قدم سلوفيني يلعب حاليا لصالح نادي الدرجة الأولى إنتر ميلان الإيطالي منذ 2007 في مركز حارس مرمى.

## روابط خارجية
- فيد بيليتش على موقع الاتحاد الدولي (مؤرشف)  (الإنجليزية)
- فيد بيليتش على موقع الاتحاد الأوربي (الإنجليزية)
- فيد بيليتش على موقع اتحاد تركيا (لاعب) (الإنجليزية)
- فيد بيليتش على موقع قاعدة بيانات كرة القدم.إي يو (الإنجليزية)
- فيد بيليتش على موقع ناشيونال فوتبول تيمز (الإنجليزية)
- فيد بيليتش على موقع Soccerway.com (الإنجليزية)
- فيد بيليتش على موقع عالم كرة القدم.نت (الإنجليزية)
- فيد بيليتش على موقع كووورة
- فيد بيليتش على موقع AS.com (الإسبانية)